# Сапфо и Алкей
«Сапфо и Алкей» (англ. Sappho and Alcaeus) — картина британского художника Лоуренса Альма-Тадемы, написанная в 1881 году на сюжет из истории Древней Греции. Хранится в Художественном музее Уолтерса в Балтиморе.

## Сюжет и судьба картины
Альма-Тадема изобразил концерт, происходящий в конце VII века до н. э. в небольшом мраморном амфитеатре на берегу моря. Поэт Алкей играет на кифаре, его слушает поэтесса Сапфо в окружении нескольких подруг. Рука Сапфо лежит на подушке с лавровым венком, предположительно предназначенным для исполнителя. Картина иллюстрирует стихи поэта Гермесианакта, процитированные Афинеем в его «Пире мудрецов». Изображение амфитеатра с сиденьями из белого мрамора восходит к театру Диониса в Афинах, но имена афинян художник заменил именами друзей Сапфо.
Картина была выставлена в Королевской академии в 1881 году. Она изображена на созданной в том же году картине Уильяма Пауэлла Фрита «Частный просмотр в Королевской академии» (её осматривает живописец Джон Эверетт Милле). Критики высоко оценили «Сапфо и Алкея». Картину купил Уильям Томпсон Уолтерс из Балтимора; после его смерти в 1894 году полотно перешло к его сыну Генри Уолтерсу, а потом было завещано Художественному музею Уолтерса.